# The Singles (Eminem)
The Singles è una compilation del rapper statunitense Eminem, pubblicata nel 2003. Contiene 42 delle sue prime canzoni, dai primi lavori per la Interscope Records, ed è stata distribuita come un box set di 11 CD.

## Tracce
1. (CD 1) My Name Is (Slim Shady Radio Edit) – 4:30
2. (CD 1) My Name Is (Explicit Version) – 4:29
3. (CD 1) My Name Is (Instrumental) – 4:29
4. (CD 2) Guilty Conscience (Radio Version With Gunshots)
5. (CD 2) Guilty Conscience (Album Version)
6. (CD 2) Guilty Conscience (Acappella)
7. (CD 2) My Name Is (Promotional Video)
8. (CD 3) The Real Slim Shady – 12:25
9. (CD 3) Bad Influence – 8:47
10. (CD 3) The Real Slim Shady (Instrumental) – 4:01
11. (CD 3) My Fault (Pizza Mix) – 16:14
12. (CD 4) The Way I Am (Unedited Version) – 11:21
13. (CD 4) The Kids (Unedited Version) – 6:14
14. (CD 4) '97 Bonnie & Clyde – 4:54
15. (CD 4) Steve Berman – 0:57
16. (CD 4) Way I Am (Multimedia Track)
17. (CD 5) Without Me (Album Version) – 4:11
18. (CD 5) Way I Am (Danny Lohner Remix) – 4:48
19. (CD 5) Without Me (Acappella) – 15:21
20. (CD 5) Without Me (Instrumental) – 9:39
21. (CD 6) Sing for the Moment – 6:26
22. (CD 6) Rabbit Run – 15:55
23. (CD 6) Sing for the Moment (Instrumental) – 10:52
24. (CD 6) Sing for the Moment (Multimedia Track) – 5:46
25. (CD 7) Cleanin' Out My Closet – 5:33
26. (CD 7) Stimulate – 3:21
27. (CD 7) Cleanin' Out My Closet (Instrumental) – 0:46
28. (CD 7) Cleanin' Out My Closet (Multimedia Track) – 4:22
29. (CD 8) Stan (Radio Edit) – 16:34
30. (CD 8) Guilty Conscience (Radio Version with Gunshots) – 11:07
31. (CD 8) Hazardous Youth (Acappella) – 5:40
32. (CD 8) Get You Mad – 13:15
33. (CD 9) Lose Yourself
34. (CD 9) Lose Yourself (Instrumental)
35. (CD 9) Renegade
36. (CD 9) Lose Yourself (Multimedia Track)
37. (CD 9) 8 Mile Movie Trailer (Multimedia Track)
38. (CD 10) Business
39. (CD 10) Bump Heads
40. (CD 10) Business (Acappella)
41. (CD 10) Business (Live) (Multimedia Track)
42. (CD 11) Wanksta (Eminem's Version) (*)